# Taurolema nigroviolacea
Taurolema nigroviolacea là một loài bọ cánh cứng trong họ Cerambycidae.